# 연천군의 농어촌버스
연천군의 농어촌버스는 경기도 연천군을 주관으로 담당하는 농어촌버스이다. 연천군을 면허지로 하는 업체는 연천교통이 유일하며, 다른 주된 운행 업체로 동두천시 면허의 대양운수와 포천시 면허의 포천상운 등이 있다.

## 운수 업체

### 농어촌버스
2021년 1월 기준이다.
| 운행업체        | 보유 노선수 | 보유 노선수 | 보유 노선수 | 보유 노선수 | 보유 노선수 | 등록 대수 | 등록 대수 | 등록 대수 | 등록 대수 | 등록 대수 |
| --------------- | ----------- | ----------- | ----------- | ----------- | ----------- | --------- | --------- | --------- | --------- | --------- |
| 운행업체        | 노선 합계   | 광역급행    | 직행좌석    | 일반좌석    | 시내일반    | 대수 합계 | 광역급행  | 직행좌석  | 일반좌석  | 시내일반  |
| 연천교통 (선진) | 26          | -           | 1           | -           | 25          | 28        | -         | 6         | -         | 22        |
| 대양운수        | 20          | -           | -           | -           | 20          | 9         | -         | -         | -         | 9         |

### 타 지역 차적
- 동두천 : 대양운수
- 양주 : 진명여객
- 포천 : 포천상운

## 요금

### 요금 체계
| 종류                | 나이                    | 현금 (원) | 카드 (원) | 조조요금 (원) |
| ------------------- | ----------------------- | --------- | --------- | ------------- |
| 일반시내 (DRT)      | 어른 (만 19세 이상)     | 1,500     | 1,450     | 1,250         |
| 일반시내 (DRT)      | 청소년 (만 12세 ~ 18세) | 1,100     | 1,010     | 870           |
| 일반시내 (DRT)      | 어린이 (만 6세 ~ 11세)  | 800       | 730       | 630           |
| 일반좌석            | 어른 (만 19세 이상)     | 2,500     | 2,450     | 2,050         |
| 일반좌석            | 청소년 (만 12세 ~ 18세) | 1,900     | 1,820     | 1,520         |
| 일반좌석            | 어린이 (만 6세 ~ 11세)  | 1,700     | 1,640     | 1,370         |
| 직행좌석 (간선급행) | 어른 (만 19세 이상)     | 2,900     | 2,800     | 2,400         |
| 직행좌석 (간선급행) | 청소년 (만 12세 ~ 18세) | 2,000     | 1,960     | 1,680         |
| 직행좌석 (간선급행) | 어린이 (만 6세 ~ 11세)  | 2,000     | 1,960     | 1,680         |
| 경기순환            | 어른 (만 19세 이상)     | 3,100     | 3,050     | 2,600         |
| 경기순환            | 청소년 (만 12세 ~ 18세) | 2,200     | 2,140     | 1,820         |
| 경기순환            | 어린이 (만 6세 ~ 11세)  | 2,200     | 2,140     | 1,820         |
| 광역급행(M버스)     | 어른 (만 18세 이상)     | 2,900     | 2,800     | 2,300         |
| 광역급행(M버스)     | 청소년 (만 12세 ~ 17세) | 2,100     | 2,000     | 1,600         |
| 광역급행(M버스)     | 어린이 (만 6세 ~ 11세)  | 1,600     | 1,600     | 1,300         |

### 환승 할인
연천군의 농어촌버스는 경기도의 다른 지역 시내버스와 같이 수도권 통합요금제를 따른다.

## 운행 노선

### 연천군·동두천시 면허
| 노선       | 운행업체 | 운행구간     | 운행구간 | 운행구간         | 경유지 | 배차             | 시간표                                                            |
| ---------- | -------- | ------------ | -------- | ---------------- | --- | ---------------- | ----------------------------------------------------------------- |
| 31         | 연천교통 | 전곡터미널   | →        | 전곡터미널       | 연천의료원 → 태풍아파트 → 전곡중고교 → 청와아파트 → 전곡역 → 효사랑병원 | 30~60분          | 2019년 10월 16일 신설                                             |
| 33         | 연천교통 | 신탄리역     | ↔        | 동두천역         | 대광리역 → 신망리역 → 연천역, 연천군청, 전곡터미널, 한탄강역, 소요산역 | 1회              | 22:00 (신탄리역 기준)                                             |
| 33-1       | 연천교통 | 연천역       | ↔        | 동두천역         | 연천군청, 전곡터미널, 한탄강역, 소요산역 | 3회              | 00:35, 02:10, 03:30 (연천역 기준)                                 |
| 37-1       | 연천교통 | 연천역       | ↔        | 대광리           | 신망리, 도신리, 대광리→ 열쇠전망대 | 4회              |                                                                   |
| 37-2       | 연천교통 | 연천역       | ↔        | 읍내리·옥산리    | | 3회              |                                                                   |
| 37-3       | 연천교통 | 연천역       | →        | 연천역           | 통현리→ 태풍아파트→ 진군아파트→ 쌍용아파트→ 전곡초교→ 신답리→ 고문리 | 1회              |                                                                   |
| 37-5       | 연천교통 | 연천역       | →        | 연천역           | 고문리→ 신답리→ 전곡초교→ 쌍용아파트→ 진군아파트→ 태풍아파트→ 통현리 | 1회              |                                                                   |
| 38-1       | 연천교통 | 전곡         | ↔        | 고포리           | 은대리, 예비군훈련장, 통현리 | 5회              |                                                                   |
| 38-3       | 연천교통 | 전곡         | ↔        | 망향국수         | 학담, 초성초등학교, 되내리 | 2회              |                                                                   |
| 38-5       | 연천교통 | 전곡         | ↔        | 장탄리           | 장탄2리→ 장탄1리 | 1회              |                                                                   |
| 38-7       | 연천교통 | 전곡         | ↔        | 청산             | 장탄1리→ 장탄2리→ 궁평리→ 망향국수→ 초성초교 | 1회              |                                                                   |
| 38-9       | 연천교통 | 전곡         | ↔        | 법수동           | 학담 | 2회              |                                                                   |
| 38-10      | 연천교통 | 전곡         | ↔        | 되내리           | 초성초교→ 되내리→ 망향국수→ 궁평리→ 장탄리 | 1회              |                                                                   |
| 39-2       | 연천교통 | 동두천역     | ↔        | 고대산           | 소요산역, 전곡역, 연천공영버스터미널, 대광리역, 신탄리역 | 15분             | 저상버스 운행                                                     |
| 39-8       | 연천교통 | 전곡         | ↔        | 내산리           | 연천역, 동막리 | 5회              |                                                                   |
| 52         | 대양운수 | 구터미널     | ↔        | 봉화촌           | 상패동, 봉암리, 늘목리, 적암리, 어유지리 | 통합 60분        |                                                                   |
| 52-1       | 대양운수 | 구터미널     | ←        | 봉화촌           | 문화극장, 보산역, 남산모루, 상패동, 봉암리, 늘목리, 적암리, 어유지리, 삼화리, 마전리, 숭의전 | 1회              | 아침 노선 봉화촌 행은 52-2번과 동일                               |
| 52-2       | 대양운수 | 구터미널     | ↔        | 봉화촌           | 상패동, 봉암리, 늘목리, 적암리, 어유지리, 삼화리, 마전리, 숭의전 | 5회              |                                                                   |
| 52-3       | 대양운수 | 구터미널     | ←        | 봉화촌           | 문화극장, 동두천중고교, 상패동, 봉암리, 늘목리, 적암리, 어유지리, 삼화리, 마전리, 숭의전 | 1회              | 아침 노선 봉화촌 행은 52-2번과 동일                               |
| 53-1 53-13 | 대양운수 | 전곡         | ↔        | 덕정주공         | 전곡역, 초성리역, 소요산역, 동두천역, 보산역, 구터미널, 동두천중앙역, 지행역, 동두천터미널, 덕정사거리, 덕정역 | 60분             | 아침 1회 (53-13) 동두천 구터미널 출발.                            |
| 53-2       | 대양운수 | 전곡         | ←        | 덕정주공         | 전곡역, 초성리역, 소요산역, 동두천역, 보산역, 동두천중고, 보건소, 송내주공, 동두천터미널, 덕정사거리, 덕정역 | 1회              | 아침 노선 덕정 행은 53-5번과 동일                                 |
| 53-5 53-12 | 대양운수 | 전곡         | ↔        | 덕정주공         | 전곡역, 초성리역, 소요산역, 동두천역, 보산역, 구터미널, 보건소, 송내주공, 동두천터미널, 덕정사거리, 덕정역 | 20분             | 아침 7회 (53-12) 동두천 구터미널 출발.                            |
| 53-8       | 대양운수 | 전곡         | →        | 덕정주공         | 전곡역, 초성리역, 소요산역, 동두천역, 보산역, 구터미널, 보건소, 송내주공, 동두천터미널, 덕정사거리, 덕정역 | 10분             | 야간 노선                                                         |
| 53-6 53-10 | 대양운수 | 전곡         | ↔        | 레이크우드CC     | 전곡역, 초성리역, 소요산역, 동두천역, 보산역, 구터미널, 보건소, 송내주공, 동두천터미널, 덕정사거리, 덕정역, 덕정주공, 고암동, TS3차, 삼숭동자이입구, 만송동                                                               | 8회              | 아침 1회 (53-10) 동두천 구터미널 출발.                            |
| 53         | 대양운수 | 전곡         | ←        | 대양운수         | 전곡역, 초성리역, 소요산역, 동두천역, 보산역, 구터미널, 보건소, 송내주공, 동두천터미널 | 10분             | 아침 노선 여러 노선 차량 운행                                     |
| 53-11      | 대양운수 | 전곡         | →        | 대양운수         | 전곡역, 초성리역, 소요산역, 동두천역, 보산역, 구터미널, 보건소, 송내주공, 동두천터미널 | 20분             | 야간 노선 여러 노선 차량 운행                                     |
| 53-3       | 대양운수 | 전곡         | ←        | 대양운수         | 전곡역, 초성리역, 소요산역, 동두천역, 보산역, 구터미널, 동두천중앙역, 중앙고등학교 | 1회              | 아침 노선                                                         |
| 54         | 대양운수 | 덕정주공     | ↔        | 백의리           | 덕정역, 덕정사거리, 동두천터미널, 송내주공, 보건소, 구터미널, 보산역, 동두천역, 소요산역, 초성리역, 궁평리 | 5회              |                                                                   |
| 55         | 대양운수 | 전곡         | ↔        | 연천역           | 남계리, 진상리, 군남삼거리, 선곡리, 옥계리, 신망리 | 통합 60분 1회    |                                                                   |
| 55-2       | 대양운수 | 전곡         | ←        | 연천역           | 남계리, 진상리, 군남삼거리, 북삼리, 선곡리, 옥계리, 신망리62 | 2회              | 연천 행은 55번과 동일                                             |
| 55-12      | 대양운수 | 전곡         | ←        | 연천역           | 남계리, 진상리, 군남삼거리, 북삼리, 선곡리, 옥계리, 신망리62 | 1회              | 야간 노선 북삼리6반 미경유                                        |
| 55-15      | 대양운수 | 전곡         | ←        | 연천역           | 남계리, 진상리, 군남삼거리, 북삼리, 선곡리, 옥계리, 신망리62 | 1회              | 아침 노선 연천의료원 경유                                         |
| 55-6       | 대양운수 | 전곡         | ↔        | 연천역           | 남계리, 진상리, 군남삼거리, 북삼리, 선곡리, 옥계리, 신망리62 | 4회              |                                                                   |
| 55-16      | 대양운수 | 전곡         | ↔        | 연천역           | 남계리, 진상리, 군남삼거리, 북삼리, 선곡리, 옥계리, 신망리62 | 1회              | 아침 노선 연천의료원 경유                                         |
| 55-10      | 대양운수 | 전곡         | →        | 연천역           | 남계리, 진상리, 군남삼거리, 북삼리, 선곡리, 옥계리, 신망리62 | 3회              | 전곡 행은 55번과 동일                                             |
| 55-9       | 대양운수 | 전곡         | →        | 연천역           | 남계리, 무등리(왕징면사무소), 진상리, 군남삼거리, 선곡리, 옥계리, 신망리 | 1회              | 아침 노선 전곡 행은 55번과 동일                                   |
| 55-3       | 대양운수 | 전곡         | ↔        | 옥계리           | 남계리, 진상리, 군남삼거리, 선곡리 | 2회              |                                                                   |
| 55-14      | 대양운수 | 전곡         | ←        | 옥계리           | 남계리, 무등리, 진상리, 군남삼거리, 북삼리종점, 선곡리 | 1회              | 야간 노선 옥계리 행은 55-3번과 동일                               |
| 56-1       | 대양운수 | 전곡         | ↔        | 고문리           | 은대리, 통재, 신답리고문리행 | 3회              |                                                                   |
| 56         | 대양운수 | 전곡         | ←        | 고문리           | 은대리, 연천읍, 통재, 신답리고문리행 | 2회              | 아침 노선 고문리 행은 56-1번과 동일                               |
| 56-2       | 대양운수 | 전곡         | ↔        | 고문리           | 은대리, 연천읍, 통재, 신답리고문리행 | 1회              | 야간 노선                                                         |
| 56-8       | 대양운수 | 전곡         | ←        | 고문리           | 장탄리, 궁평삼거리, 신답리 | 1회              | 아침 노선 고문리 행은 56-1번과 동일                               |
| 56-9       | 대양운수 | 전곡         | →        | 고문리           | 장탄리, 궁평삼거리, 신답리 | 1회              | 오후 노선 전곡 행은 56-1번과 동일                                 |
| 56-3       | 대양운수 | 전곡         | ↔        | 늘목리           | 한탄강유원지, 양원리전곡행, 적암삼거리 | 2회              | 오후 노선                                                         |
| 56-7       | 대양운수 | 전곡         | ↔        | 늘목리           | 한탄강유원지, 양원리늘목리행, 적암삼거리 | 1회              | 오전 노선                                                         |
| 56-5       | 대양운수 | 대양운수     | →        | 전곡             | 중앙고교, 동두천중앙역, 구터미널, 보산역, 동두천역, 소요산역, 초성리역 | 1회              | 아침 노선                                                         |
| 56-6       | 대양운수 | 대양운수     | ←        | 전곡             | 중앙고교, 동두천중앙역, 구터미널, 보산역, 동두천역, 소요산역, 초성리역 | 1회              | 야간 노선                                                         |
| 57         | 대양운수 | 동두천터미널 | ↔        | 삼정리(허브랜드) | 송내주공, 보건소, 구터미널, 보산역, 동두천역, 소요산역, 초성리역, 신북온천, 금동 | 2회              |                                                                   |
| 57-2       | 대양운수 | 동두천터미널 | ↔        | 삼정리(허브랜드) | 송내주공, 보건소, 구터미널, 보산역, 동두천역, 소요산역, 초성리역, 신북온천 | 2회              |                                                                   |
| 57-4       | 대양운수 | 동두천터미널 | ←        | 삼정리(허브랜드) | 송내주공, 보건소, 구터미널, 보산역, 동두천역, 신흥고등학교, 소요산역, 초성리역, 신북온천 | 1회              | 야간 노선 삼정리 행은 57-2번과 동일                               |
| 57-1       | 대양운수 | 구터미널     | ↔        | 신북온천         | 보산역, 동두천역, 소요산역, 초성리역 | 1회              | 아침 노선                                                         |
| 57-3       | 대양운수 | 구터미널     | →        | 삼정리(허브랜드) | 보산역, 동두천역, 소요산역, 초성리역, 신북온천, 금동 | 1회              | 아침 노선 구터미널 행은 57번과 동일(터미널 행)                    |
| 58-1       | 대양운수 | 전곡         | ↔        | 백학             | 황지리, 무등리, 우정리, 유촌리, 백석리, 아미리 | 통합 30~90분 2회 |                                                                   |
| 58-8       | 대양운수 | 전곡         | ↔        | 백학             | 황지리, 무등리, 우정리, 유촌리, 백석리, 아미리 | 1회              | 오전 노선 연천의료원 경유                                         |
| 58-12      | 대양운수 | 전곡         | ↔        | 백학             | 황지리, 무등리, 우정리, 유촌리, 백석리, 아미리 | 1회              | 오후 노선 백학산업단지 경유                                       |
| 58-3       | 대양운수 | 전곡         | ↔        | 백학             | 황지리, 무등리, 노동리, 동중리, 석장리 | 2회              |                                                                   |
| 58-5       | 대양운수 | 전곡         | ↔        | 백학             | 황지리, 무등리, 우정리, 마전리, 동의리, 숭의전, 구미리, 아미리 | 2회              |                                                                   |
| 58-7       | 대양운수 | 전곡         | →        | 백학             | 황지리, 무등리, 우정리, 유촌리, 백석리, 아미리 | 1회              | 오전 노선 백학산업단지 경유                                       |
| 58-7       | 대양운수 | 전곡         | ←        | 백학             | 황지리, 무등리, 우정리, 유촌리, 백석리, 마전리, 동이리, 숭의전, 아미리 | 1회              | 오전 노선 백학산업단지 경유                                       |
| 58-10      | 대양운수 | 전곡         | →        | 백학             | 황지리, 무등리, 우정리, 마전리, 아미리 | 1회              | 아침 노선                                                         |
| 58-10      | 대양운수 | 전곡         | ←        | 백학             | 황지리, 무등리, 우정리, 유촌리, 백석리, 마전리, 동이리, 숭의전, 아미리 | 1회              | 아침 노선                                                         |
| 58-11      | 대양운수 | 전곡         | ↔        | 백학             | 황지리, 무등리, 우정리, 마전리, 동의리, 숭의전, 구미리백학 행, 아미리 | 1회              | 오후 노선 백학산업단지 경유                                       |
| 58-4       | 대양운수 | 전곡         | ↔        | 원당리(장남)     | 황지리, 무등리, 우정리, 유촌리, 백석리, 아미리, 백학, 두일리, 전동리 | 1회              |                                                                   |
| 58-9       | 대양운수 | 전곡         | →        | 원당리(장남)     | 황지리, 무등리, 우정리, 유촌리, 백석리, 아미리, 백학, 두일리, 전동리 | 1회              | 아침 노선 연천의료원 경유                                         |
| 58-9       | 대양운수 | 전곡         | ←        | 원당리(장남)     | 황지리, 무등리, 노동리, 동중리, 석장리, 백학, 두일리, 전동리 | 1회              | 아침 노선 연천의료원 경유                                         |
| 58         | 대양운수 | 전곡         | ↔        | 동중리           | 황지리, 무등리, 노동리 | 3회              |                                                                   |
| 58-2       | 대양운수 | 전곡         | ↔        | 동이리           | 황지리, 무등리, 우정리, 마전리 | 1회              | 오후 노선                                                         |
| 58-6       | 대양운수 | 전곡         | ↔        | 왕림리           | 은대리 | 1회              | 아침 노선                                                         |
| 61         | 대양운수 | 전곡         | ←        | 봉화촌           | 고능리, 웃양원리, 적암리, 어유지리 | 통합 120분 1회   | 파주 마을버스 091번과 공동 배차                                   |
| 61-1       | 대양운수 | 전곡         | ↔        | 적성             | 고능리, 웃양원리전곡행, 적암리, 봉화촌(삼화리적성행), 장현리, 객현리적성행, 구읍리 | 1회              | 파주 마을버스 091번과 공동 배차                                   |
| 61-2       | 대양운수 | 전곡         | ↔        | 적성             | 고능리, 양원리, 적암리회관, 봉화촌(삼화리전곡행), 장현리, 구읍리 | 1회              | 파주 마을버스 091번과 공동 배차                                   |
| 61-3       | 대양운수 | 전곡         | ↔        | 적성             | 고능리, 양원리, 적암리(회관전곡행), 봉화촌(삼화리), 장현리, 객현리적성행, 구읍리 | 1회              | 파주 마을버스 091번과 공동 배차                                   |
| 61-4       | 대양운수 | 전곡         | ↔        | 적성             | 고능리, 웃양원리적성행, 적암리(회관적성행), 봉화촌, 장현리, 구읍리 | 1회              | 파주 마을버스 091번과 공동 배차                                   |
| 61-5       | 대양운수 | 전곡         | ↔        | 적성             | 고능리, 양원리, 적암리(회관전곡행), 봉화촌(삼화리적성행), 장현리, 구읍리 | 1회              | 파주 마을버스 091번과 공동 배차                                   |
| 61-6       | 대양운수 | 전곡         | ↔        | 적성             | 고능리, 웃양원리적성행, 적암리(회관적성행), 봉화촌(삼화리전곡행), 장현리, 객현리전곡행, 구읍리 | 1회              | 파주 마을버스 091번과 공동 배차                                   |
| 61-8       | 대양운수 | 전곡         | ↔        | 적성             | 고능리, 양원리, 적암리, 봉화촌(삼화리), 장현리, 구읍리 | 1회              | 파주 마을버스 091번과 공동 배차                                   |
| 61-7       | 대양운수 | 전곡         | →        | 봉화촌           | 고능리, 양원리, 적암리, 어유지리 | 1회              | 파주 마을버스 091번과 공동 배차                                   |
| 62         | 대양운수 | 전곡         | →        | 백학             | 황지리, 무등리, 우정리, 마전리, 아미리 | 1회              | 62번 계통 동두천시 미경유 4, 9, 14, 19, 24, 29일(전곡장날)만 운행 |
| 62         | 대양운수 | 전곡         | ←        | 백학             | 황지리, 무등리, 우정리, 유촌리, 백석리, 마전리, 숭의전, 아미리 | 1회              | 62번 계통 동두천시 미경유 4, 9, 14, 19, 24, 29일(전곡장날)만 운행 |
| 62-1       | 대양운수 | 전곡         | →        | 백학             | 황지리, 무등리, 노동리, 동중리, 석장리 | 1회              | 62번 계통 동두천시 미경유 4, 9, 14, 19, 24, 29일(전곡장날)만 운행 |
| 62-1       | 대양운수 | 전곡         | ←        | 백학             | 황지리, 무등리, 우정리, 동의리, 마전리, 숭의전, 아미리 | 1회              | 62번 계통 동두천시 미경유 4, 9, 14, 19, 24, 29일(전곡장날)만 운행 |
| 62-4       | 대양운수 | 전곡         | →        | 백학             | 황지리, 무등리, 우정리, 유촌리, 백석리, 아미리 | 1회              | 62번 계통 동두천시 미경유 4, 9, 14, 19, 24, 29일(전곡장날)만 운행 |
| 62-4       | 대양운수 | 전곡         | ←        | 백학             | 황지리, 무등리, 우정리, 마전리, 숭의전, 아미리 | 1회              | 62번 계통 동두천시 미경유 4, 9, 14, 19, 24, 29일(전곡장날)만 운행 |
| 62-3       | 대양운수 | 전곡         | ↔        | 동중리           | 황지리, 무등리, 노동리 | 1회              | 62번 계통 동두천시 미경유 4, 9, 14, 19, 24, 29일(전곡장날)만 운행 |
| 62-5       | 대양운수 | 전곡         | →        | 백학             | 황지리, 무등리, 우정리, 마전리, 숭의전, 아미리 | 1회              | 62번 계통 동두천시 미경유 4, 9, 14, 19, 24, 29일(전곡장날)만 운행 |
| 62-5       | 대양운수 | 전곡         | ←        | 백학             | 황지리, 무등리, 우정리, 유촌리, 백석리, 아미리 | 1회              | 62번 계통 동두천시 미경유 4, 9, 14, 19, 24, 29일(전곡장날)만 운행 |
| 62-2       | 대양운수 | 전곡         | ↔        | 백학             | 황지리, 무등리, 우정리, 유촌리, 백석리, 아미리 | 1회              | 62번 계통 동두천시 미경유 4, 9, 14, 19, 24, 29일(전곡장날)만 운행 |
| 68         | 연천교통 | 소요산역     | ↔        | 백의             | 초성1리약수터, 초성리역, 초성공업사, 초성2리부대앞, 초성검문소, 학담입구, 초성초교, 새마을회관, 대전리, 1572부대앞, 5077부대앞, 연못골, 되내리, 궁평망향국수, 궁평초등학교, 청산교회, 개미산, 박석고개.백의1리 - 아느칸빌 | 5회              |                                                                   |
| 68-1       | 연천교통 | 소요산역     | ↔        | 궁평             | 초성1리 약수터, 초성리역, 초성공업사, 초성4리(법수동), 예루살렘수도원, 초성4리(선녀상회), 열두개울 | 4회              |                                                                   |
| 100        | 대양운수 | 전곡         | ↔        | 횡산리           | 은대리, 통현리, 연천역, 신망리역, 옥계리, 삼곶리 | 3회              | 100번 계통 동두천시 미경유                                        |
| 100-1      | 대양운수 | 전곡         | ↔        | 군남             | 은대리, 왕림리4반, 부처골 | 3회              | 100번 계통 동두천시 미경유                                        |
| 100-2      | 대양운수 | 전곡         | ↔        | 왕림리           | 은대리 | 5회              | 100번 계통 동두천시 미경유                                        |

### 직행좌석버스
| 운행 노선      | 운행업체 | 운행구간 | 운행구간 | 운행구간 | 경유지 | 배차 간격 (분) | 비고                                       |
| -------------- | -------- | -------- | -------- | -------- | --- | -------------- | ------------------------------------------ |
| G2001 직행좌석 | 연천교통 | 신탄리역 | ↔        | 도봉산역 | 대광리역, 연천공영버스터미널, 전곡시외버스터미널, 보산역, 지행역, 가톨릭대학교 의정부성모병원, 홈플러스, 드림밸리아파트, 의정부버스터미널, 의정부을지대학교병원, 의정부지방법원 | 30~60          | 대광위 준공영제 노선 신평화로, 서부로 경유 |

### 따복버스
| 운행 노선 | 운행업체 | 운행구간   | 운행구간 | 운행구간    | 경유지                                                                                               | 배차             | 시간표                    |
| --------- | -------- | ---------- | -------- | ----------- | --- | ---------------- | ------------------------- |
| 67-1      | 연천교통 | 전곡터미널 | ↔        | 백의리      | 초성3리마을입구, 대전리, 돼내리, 궁평망향국수                                                        | 5회              | 2020년 3월 1일 운행 개시  |
| 67-2      | 연천교통 | 전곡터미널 | ↔        | 연천역      | 전곡중고교, 장탄1리, 능안상회, 좌상바위, 신답리마을회관, 고문1리, 오봉산부대앞, 동막골입구, 연천군청 | 2회              | 2020년 3월 1일 운행 개시  |
| 67-3      | 연천교통 | 전곡터미널 | ↔        | 내산리      | 전곡읍사무소, 은대3리, 조흥아파트, 연천공설운동장, 연천중고교, 연천읍사무소, 연천역                  | 1회              | 2020년 3월 1일 운행 개시  |
| 70        | 연천교통 | 연천역     | ↔        | 노곡리      | 전곡, 우정리, 유촌리, 마전리, 숭의전, 백학                                                           | 2회              | 2016년 7월 1일 운행 개시  |
| 70-1      | 연천교통 | 연천역     | ↔        | 미산면      | 전곡, 의료원, 왕징파출소, 미산면사무소, 노동리, 무등리                                               | 2회              | 2016년 7월 1일 운행 개시  |
| 70-2      | 연천교통 | 연천역     | ↔        | 동중리      | 전곡, 의료원, 왕징파출소, 무등리, 노동리                                                             | 2회              | 2016년 7월 1일 운행 개시  |
| 70-3      | 연천교통 | 연천역     | ↔        | 재인폭포    | 전곡, 선사유적지 (연천출발), 통재                                                                    | 5회 (주말)       | 2016년 7월 1일 운행 개시  |
| 80        | 대양운수 | 전곡터미널 | ↔        | 고랑포구    | 왕징면사무소, 노동리, 유촌리, 숭의전, 노곡리, 백학, 장남, 경순왕릉                                   | 1회 (06:20)      | 2018년 4월 2일 운행 개시  |
| 80-1      | 대양운수 | 전곡터미널 | ↔        | 고랑포구    | 왕징면사무소, 노동리, 동중리, 석장리, 두일리, 백학, 장남, 경순왕릉                                   | 1회 (평일 19:20) | 2018년 4월 2일 운행 개시  |
| 80-2      | 대양운수 | 전곡터미널 | ↔        | 백학        | 왕징면사무소, 노동리, 유촌리, 숭의전, 노곡리                                                         | 3회 (평일)       | 2018년 4월 2일 운행 개시  |
| 80-3      | 대양운수 | 전곡터미널 | ↔        | 고랑포구    | 우정리, 숭의전, 노곡리, 장남, 경순왕릉                                                               | 3회 (주말)       | 2018년 4월 2일 운행 개시  |
| 81        | 대양운수 | 전곡터미널 | ↔        | 봉화촌2대대 | 연천의료원, 37번 국도, 황지리, 동이리, 연천당포성, 마전리, 삼화리                                    | 8회              | 2019년 5월 13일 운행 개시 |
| 81-1      | 대양운수 | 전곡터미널 | ↔        | 웃양원리    | 전곡선사유적지, 한탄강유원지, 고능리, 양원리, 양원3교                                                | 2회              | 2019년 5월 13일 운행 개시 |
| 81-2      | 대양운수 | 전곡터미널 | ↔        | 장탄1리     | 전곡읍사무소, 전곡중고등학교                                                                         | 2회              | 2019년 5월 13일 운행 개시 |
| 81-3      | 대양운수 | 전곡터미널 | ↔        | 장탄2리     | 전곡읍사무소, 전곡중고등학교, 장탄1리                                                                | 2회              | 2019년 5월 13일 운행 개시 |

### 양주시의 시내버스
| 운행 노선 | 운행업체 | 운행구간           | 운행구간 | 운행구간 | 경유지                                                                                               | 배차 간격 (분) | 비고        |
| --------- | -------- | ------------------ | -------- | -------- | --- | -------------- | ----------- |
| 39        | 진명여객 | 연천공영버스터미널 | ↔        | 도봉산역 | 연천군청, 전곡역, 소요산역, 동두천역, 성음악기, 덕계동, 양주시청, 녹양역, 의정부역, 회룡역, 망월사역 | 40~70          | 양주시 면허 |

### 포천시의 시내버스
| 운행 노선 | 운행업체 | 운행구간 | 운행구간 | 운행구간      | 경유지 | 배차 간격 | 비고                                     |
| --------- | -------- | -------- | -------- | ------------- | --- | --------- | ---------------------------------------- |
| 56        | 포천상운 | 송우리   | ↔        | 전곡터미널    | 송우터미널, 대진대입구, 포천시청, 포천보건소, 하심곡, 창수, 오가리, 백의리, 장탄2리56-1                                 | 60분 13회 |                                          |
| 56-1      | 포천상운 | 송우리   | ↔        | 전곡터미널    | 송우터미널, 대진대입구, 포천시청, 포천보건소, 하심곡, 창수, 오가리, 백의리, 장탄2리56-1                                 | 2회       | 청산골프연습장, 능안상회 경유            |
| 57-1      | 포천상운 | 포천시청 | ↔        | 동두천 송내동 | 포천보건소, 하심곡, 허브랜드, 금동리*, 신북리조트, 초성리, 소요산역, 동두천역, 보산역, 동두천 구터미널, 생연지구/지행역 | 7회       | 55번과 직결 운행 *: 금동리 지선 2회 운행 |

## 사진

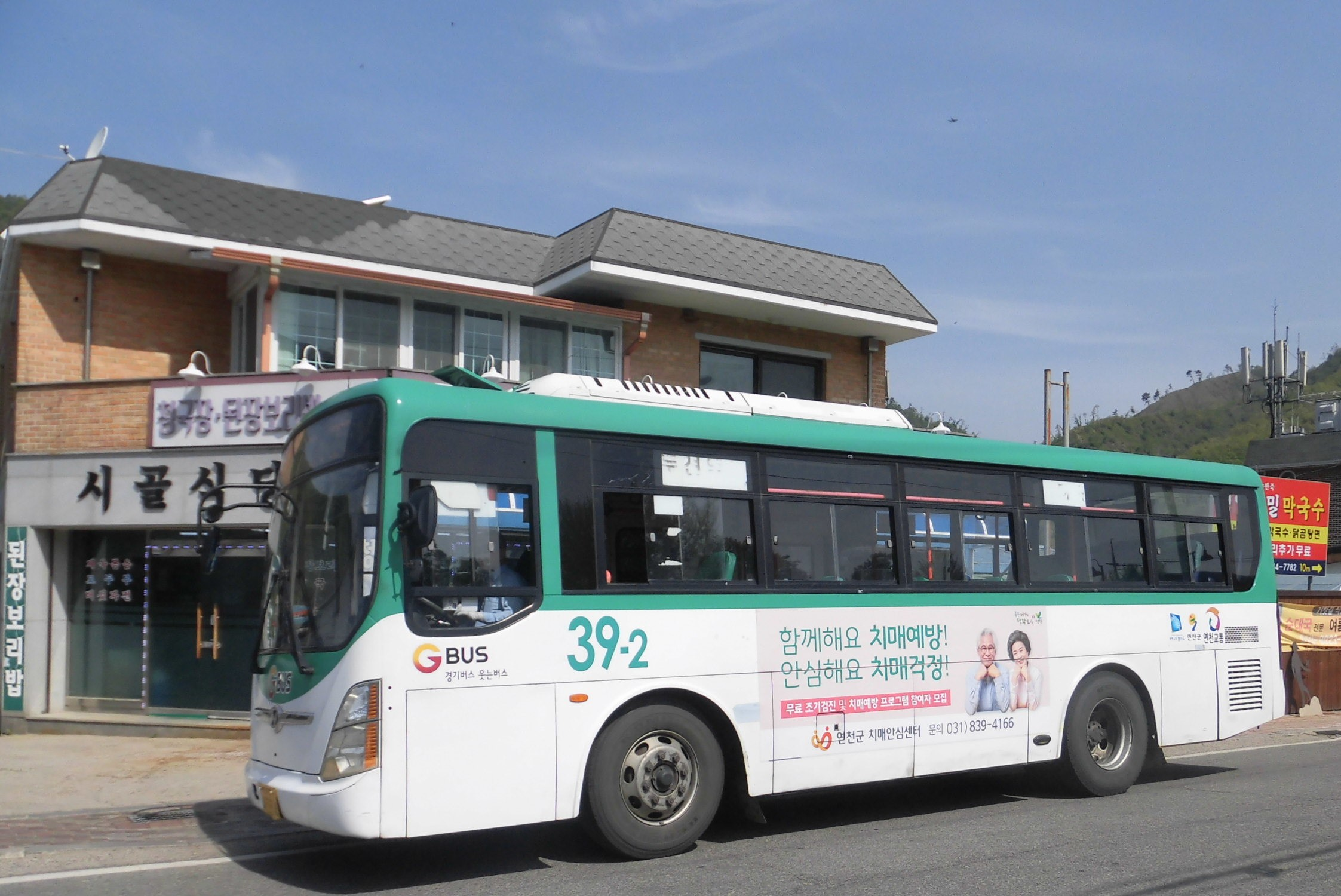
연천농어촌버스 39-2번
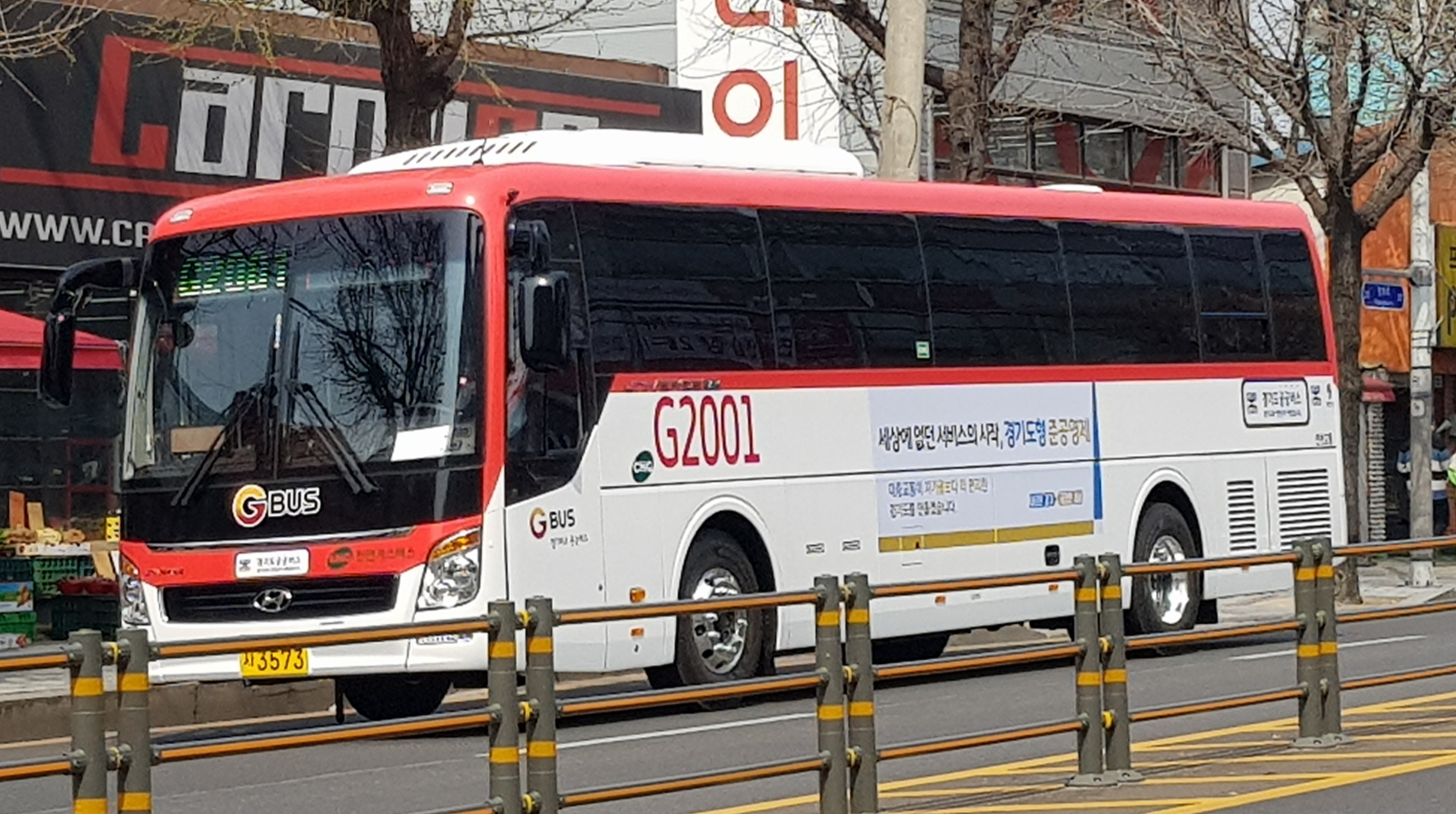
연천농어촌버스 G2001번